# Медийное кураторство
Кура́тор (от лат. curator, от cura — попечение) — тот, кто наблюдает за ходом определённой работы или иным процессом.
Медийный куратор - "универсальный" журналист, помогающий читателю ориентироваться в массивах[что?] интернета, когда алгоритмы не в состоянии выполнять свои функции. Переквалификация из журналиста в куратора  произошла по причине сформировавшегося запроса среди пользователей на хорошо курируемый контент без отрыва от более широкого контекста, без дублирования или различных интерпретаций в других источниках, а также на запрос подтверждённой информации из надёжного источника.

## Становление понятия
По мере того как всё больше людей получали доступ к интернету им становилось всё сложнее ориентироваться во всём том объёме информации, который заполнял цифровое пространство. Согласно заявлению исполнительного директора (CEO) «Гугл» (Google) Эрика Шмидта на конференции «Текономи» (Techonomy), уже в 2010 году каждые два дня производилось столько информации, сколько было произведено в целом с появления человека вплоть до 2003 года.
В 2009 году многие медиа-специалисты будто сообща обратили внимание на тесную связь между деятельностью кураторов – в привычном смысле этого слова – и журналистов, зачастую настолько тесную, что некоторые рискнули предвещать смерть кураторам.
В свою очередь, профессор CUNY (Университет Нью-Йорка) Джефф Джарвис не только считает вполне естественным использование слова «курировать» в более широком смысле, но и не видит никакой угрозы кураторам со стороны журналистов, а как раз наоборот – призывает кураторов обучать журналистов тому, что они сами умеют делать лучше всего – курировать. В своей новой книге «Гики несущие дары» Джарвис отмечает, что настоящий куратор должен привносить своё видение, чтобы быть больше, чем просто агрегатором. Продвижением идеи журналист-как-куратор он занимается уже много лет. Так еще в 2009 году в посте «Куратор умер, да здравствует куратор!», опубликованном в своём блоге «Баззмашин» (BuzzMachine), Джарвис заметил, что несмотря на наличие огромного количества автономных средств агрегирования новостей, кураторство стоит на одну ступень выше, поскольку в данном случае имеет место человеческий отбор, посредством которого материалу придается значимость.
Куратор, согласно латинской этимологии слова, представляет собой того, кто «заботиться о чём-то». Исследователь Федерико Геррини заявляет, что куратор – это тот, кто берётся за огромную, бесформенную массу исходного материала и превращает этот хаос в порядок, вычленяет смысловые послания из мощного шумового потока. Это должен быть человек, способный при помощи собственного опыта и своего личного мировоззрения, найти и собрать воедино разрозненные части, объединив их общей идеей.

## Причины возникновения
- Информационная перегрузка сформировала запрос на качественный контент. За понятием "информационной перегрузки" стоит Элвин Тоффлер, который подробно описал данный феномен в своей книге «Шок будущего» ещё в 1970 году. Согласно Тоффлеру, у всех людей есть предел – человек способен адекватно воспринимать ограниченное количество информации, увеличение которого в определённый промежуток времени скажется на его способности здраво оценивать полученные данные и реагировать на них соответствующим образом. В то время, как информационная перегрузка может привести к нарушению рационального поведения человека, человечество продолжает нагружать себя всё большей, зачастую ненужной, информацией.
- Дублирование информации -  заимствованные статьи на одну и ту же тему с одним смыслом. Это связано с тем, что ни одно уважающее себя издание не станет обходить стороной важные темы, даже если у него нет никакого эксклюзива, при этом уникальной информационной ценности в рамках цифрового пространства данный материал может не нести.
- Недостоверная информация, принятая за авторитетную, из-за недостатка времени на поиск подтверждения.
- Упрощение распространения информации. Пользователь стал не только главным потребителей информации, но и главным её производителем. Существует тенденция по переходу функции создания контента от журналистов к их аудитории.

## Задачи медийного куратора
Проблема выбора, вызванная перепроизводством контента, — это основная задача, которую обществу должен помочь решить куратор. Всё чаще в изданиях встречаются подборки материалов «для тех, кто всё пропустил» или «самого лучшего за неделю». Издания начали сами делать выбор за читателя, предоставляя ему сразу полный набор или обеспечивая его "информационный минимум".
Куратор должен объединять отобранный им материал в некую контекстуальную связку. Он должен предоставить читателю комплексное понимание определенной идеи, вокруг которой он выстраивает подобранные материалы. Если на первый взгляд могло показаться, что с агрегированием контента отлично справляются всевозможные алгоритмы, то данная работа показала обратное.